# 山本良吉
山本 良吉（やまもと りょうきち、1871年11月22日（明治4年10月10日） - 1942年（昭和17年）7月12日）は、日本の倫理学者、教育者。号は「晁水」。

## 経歴
出生から修学期
1871年、石川県金沢市鶴間谷で生まれた。石川県専門学校および後身の第四高等中学校に学ぶも中退。中学校では鈴木大拙・西田幾多郎・藤岡作太郎と同窓であった。帝国大学文科大学哲学科選科に入学し、1895年に修了。
教員時代
同1895年に京都府立尋常中学校教諭に就いた。1897年に静岡県尋常中学校教諭となり、修身ならびに英語を担当
1900年に京都府立第二中学校教頭となった。1908年に京都帝国大学学生監。1909年に第三高等学校教授を兼任し、倫理学を講じた。1918年に学習院教授・寮長となった。
1922年に創立された旧制武蔵高等学校教頭に就任し、1936年に同校第3代校長に就任した。
1942年7月12日に死去。7月18日に旧制武蔵高等学校新校長に就任した山川黙のもと「故山本校長校葬儀」が行われた。

## 著作
著書
- 『新國民作法』山本良吉著 教育研究会 1936
- 『国民の教養』山本良吉著 武蔵高等学校 1942

- 『晁水先生遺稿』山本良吉著、内田泉之助ほか編 故山本先生記念事業会 1951
- 『晁水先生遺稿』山本良吉著、川崎明編 山本先生記念会 1966
- 『國民の教養』山本良吉著 武蔵高等学校同窓会 1981
- 『鈴木大拙未公開書簡』鈴木大拙・井上禅定、禅文化研究所編 禅文化研究所 1989
- 『大拙宛山本良吉書簡』山本良吉著 禅文化研究所 1989[11]
- 『明治・大正教師論文献集成』山本良吉・金井十郎平著 ゆまに書房 1991
- 『祖父・山本良吉訪欧日記：1920-21年』山本良吉原著、尾形健著	日本放送教育協会 1995